# 阿爾巴尼亞—越南關係
阿爾巴尼亞－越南關係是指越南與东南欧国家阿尔巴尼亚历史上及现代的双边关系。

## 历史概况
在恩維爾·霍查出任阿爾巴尼亞共產黨總書記期间，阿尔巴尼亚奉行斯大林主义，支持共產國家陣營，积极发展与包括越南民主共和国（北越）在内的共产主义国家的关系。随后，两国亦于1950年2月11日建立正式外交关系，不久后亦在对方首都互设大使馆，并维持着良好的高层互动。
在越南战争期间，阿尔巴尼亚政府支持越南民主共和国抵抗美国，并为北越提供了1760万苏联卢布的人道主义援助。1969年6月16日，阿尔巴尼亚亦承认越南南方共和国。1976年7月2日，两越统一为越南社会主义共和国，并继承与阿尔巴尼亚的外交关系。1979年，在中越战争期间，与中国关系紧张的阿尔巴尼亚譴責了中國，支持越南，並要求中國撤軍及停火。
在阿尔巴尼亚放弃社会主义后，两国的高层交往减少，亦于1992年相互裁撤大使馆，自2011年起，阿尔巴尼亚对越南的相关事务由驻华大使馆兼辖。而越南对阿尔巴尼亚的相关事务则由驻希腊大使馆兼辖。
2011年11月24日，越南外交部長范平明与阿爾巴尼亞副總理兼外交部長埃德蒙德·哈吉纳斯托举行了会见，并就科索沃问题进行了交流，范平明表示塞爾維亞應該與科索沃加強溝通對話，盡早和平解決科索沃問題。

## 经贸交流
近年来，越、阿经贸交流非常有限，双边貿易額僅為300萬美元左右。1996年1月，越南政府代表团訪問了阿爾巴尼亞，并与阿尔巴尼亚政府簽署了《經濟合作協定》和《文化科技合作協定》，但均已经失效。
2019年，在出席日本天皇德仁即位典礼期间，越南政府总理阮春福与阿尔巴尼亚总统伊利尔·梅塔等举行了双边会晤，并表示两国应加强信息交流，举行经贸论坛，以帮助两国企业和人民相互了解、把握商机。两国领导人也一致认为应尽快签署避免双重征税、保护并促进相互投资的协议，以为两国加强经贸合作奠定基础。

## 人文交流
在冷战期间，一些越南学生曾在阿尔巴尼亚的高等院校留学。现今，两国文化界仍然维持着一定程度的交流。

## 外部連結
- 越南驻希腊大使馆 （页面存档备份，存于）（英文） （越南文）
- 阿尔巴尼亚驻华大使馆 （页面存档备份，存于）（英文） （阿爾巴尼亞文）